# 约瑟夫·贝希托尔德
約瑟夫·贝希托尔德（德語：Joseph Berchtold，1897年3月6日—1962年8月23日）是一位納粹黨的早期資深黨員，同時也是準軍事組織「衝鋒隊」與「親衛隊」的共同創建者。
贝希托尔德早年服役於德意志帝國陸軍，曾參與第一次世界大戰。德國戰敗後，他加入了小型極端政治團體「德國工人黨」；該黨後來發展為國家社會主義德國工人黨（即納粹黨），贝希托尔德也於1926年4月出任第二任親衛隊全國領袖，並持續擔任該職務至1927年3月為止。
在辭去全國領袖一職後，贝希托尔德多數時間都在為納粹黨雜誌與期刊撰著。他倖存至戰後，但於戰爭結束時遭盟軍逮捕，不久後獲釋，隨後於1962年逝世。贝希托尔德是最後一位逝世的親衛隊全國領袖，同時也是唯一一位倖存至第二次世界大戰結束後的全國領袖。

## 早年生活
約瑟夫·贝希托尔德於1897年3月6日出生於英戈尔施塔特，隨後於1903年至1915年間前往慕尼黑就學。第一次世界大戰期間，他進入德意志帝國陸軍巴伐利亞王國軍團擔任少尉直至戰爭結束。戰後贝希托尔德入讀慕尼黑大學，主修經濟學，同時獲得一份記者的工作。1920年上半年，他加入了小型右翼極端政治團體「德國工人黨」；該黨後來於同年2月24日更名為「國家社會主義德國工人黨」。贝希托尔德在納粹黨中擔任財務部長至1921年7月底請辭退黨為止。

## 衝鋒隊生涯

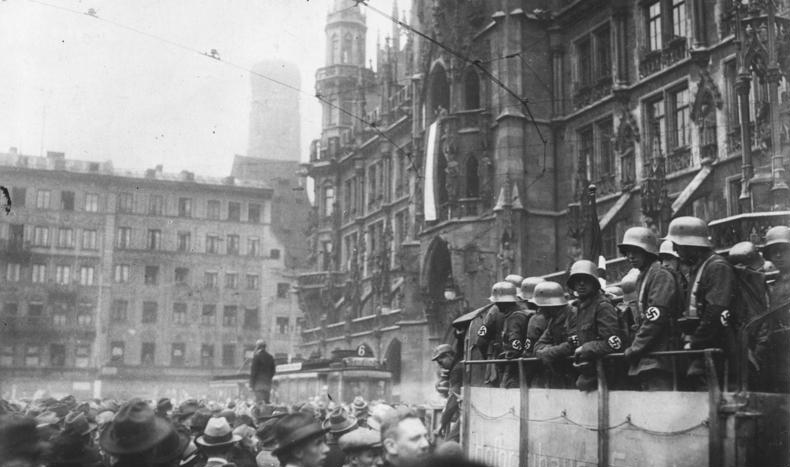
1923年，在慕尼黑參加啤酒館政變的衝鋒隊成員。

贝希托尔德於1922年重新加入納粹黨，隨即成為專責保護黨領袖與幹部的準軍事組織「衝鋒隊」的一員。納粹黨領導人阿道夫·希特勒於1923年下令組織一支專門保護他本人的小型獨立隨扈單位。該單位獲命名為「儀仗警衛隊」（Stabswache），最初成員僅有8人，並由希特勒的親密盟友尤利烏斯·施雷克與贝希托尔德負責指揮。同年稍晚，該單位更名為「希特勒突擊隊」。
1923年11月9日，包含希特勒突擊隊與衝鋒隊在內的數個準軍事單位共同發起了旨在控制慕尼黑並最終推翻柏林中央政府的啤酒館政變，但最終以失敗告終，且造成16名納粹黨支持者與4位警官身亡。政變過後，希特勒與其他多位納粹黨幹部遭到逮捕，並關押於蘭茨貝格監獄。納粹黨與包含希特勒突擊隊在內的所有附隨組織均遭解散。贝希托尔德於是離開德國，逃往奧地利提洛邦，但其仍於1924年遭慕尼黑特別人民法庭以缺席審判的方式判決其入監服刑。逃亡奧地利期間，贝希托尔德仍持續參與非法的納粹黨活動。
當希特勒於1924年12月20日獲釋時，贝希托尔德已成為奧地利克恩顿州的納粹黨分部領袖，同時也負責指揮該地的衝鋒隊勢力。在納粹黨於1925年2月20日重組後，他再度入黨，並獲得964號的黨員編號。1926年3月，贝希托尔德自奧地利返回慕尼黑，隨即成為該地的衝鋒隊領袖。

## 親衛隊生涯
1926年4月15日，贝希托尔德接替尤利烏斯·施雷克成為親衛隊總監，並於任內將該頭銜更名為「親衛隊全國領袖」，同時建立一套新規則以將親衛隊的定位明確化。規則中寫道親衛隊「既不是軍事組織，也不是奉承權勢者的隨從團體，而是一支黨領袖所可倚賴的小型單位。」。他更進一步強調親衛隊成員必須「只遵從黨的紀律」。不過，贝希托尔德為使親衛隊能脫離衝鋒隊所做出的努力最終均不見成效，並為此感到十分沮喪與無力。1927年3月1日，他將領導權移交予其副手埃爾哈德·海登，正式離任親衛隊全國領袖一職。

## 離開親衛隊後
1927年，他成為納粹黨黨報《人民觀察家報》的首席作者；1934年，他成為該報的永久性副總編輯。在接下來的數年中，贝希托尔德均在黨中從事報導與政治宣傳等工作。1928年，贝希托尔德自行創辦了名為《衝鋒隊隊員報》（SA-Mann）的報紙。至1938年1月以前，他亦是該報的主要作者。此外，贝希托尔德還在各式納粹黨出版物與雜誌中兼任作者。
自1934年3月起，贝希托尔德亦在慕尼黑市議會擔任議員，隨後於隔年11月15日，獲指派為帝國文化委員。此外，他亦於1936年3月29日起擔任納粹德國國會議員。1940年4月29日，贝希托尔德短暫進入德意志國防軍後備部隊擔任上尉。

## 戰後
第二次世界大戰的歐洲戰事於1945年5月結束後，贝希托尔德曾遭盟軍短暫拘禁，但不久後即獲釋，最終於1962年8月23日在巴伐利亞州的南部市鎮阿默湖畔黑爾興逝世。

## 衝鋒隊晉升日期
| 約瑟夫·贝希托尔德的衝鋒隊階級 | 約瑟夫·贝希托尔德的衝鋒隊階級 |
| 日期                          | 階級                          |
| ----------------------------- | ----------------------------- |
| 1931年12月18日                | 衝鋒隊旗隊領袖                |
| 1933年1月1日                  | 衝鋒隊上級領袖                |
| 1934年11月9日                 | 衝鋒隊旅隊領袖                |
| 1937年5月1日                  | 衝鋒隊集團領袖                |
| 1942年1月30日                 | 衝鋒隊上級集團領袖            |

## 獲獎與受勳
- 二等鐵十字勳章（1914年）[12]
- 1914年/1918年世界大戰榮譽十字勳章（英语：The Honour Cross of the World War 1914/1918）[12]
- 鮮血獎章（英语：Blood Order）[12]
- 舊衛隊山形袖章（英语：Honour Chevron for the Old Guard）[12]
- 金質納粹黨獎章（英语：Golden Party Badge）[12]
- 銅質、銀質、金質納粹黨長期服務獎章[12]

### 引用
1. 1 2  Miller 2006，第92頁.
2. ↑  McNab 2009，第8, 9, 11頁.
3. 1 2 3 4 5  Miller 2006，第93頁.
4. 1 2  McNab 2009，第14, 16頁.
5. ↑  Weale 2010，第16頁.
6. ↑  Hamilton 1984，第172頁.
7. ↑  Wegner 1990，第62頁.
8. ↑  Weale 2010，第29, 30頁.
9. 1 2 3  Weale 2010，第30頁.
10. ↑  Weale 2010，第32頁.
11. ↑  Cook & Russell 2000，第21-22頁.
12. 1 2 3 4 5 6 7  Miller 2006，第94頁.
13. 1 2  Miller 2006，第92, 94頁.

### 圖書
- Cook, Stephen; Russell, Stuart. . Kressmann-Backmeyer. 2000. ISBN 978-0967044309.
- Hamilton, Charles. . R. James Bender Publishing. 1984. ISBN 0-912138-27-0.
- McNab, Chris. . Amber Books Ltd. 2009. ISBN 978-1-906626-49-5.
- Miller, Michael. . San Jose, CA: R. James Bender. 2006. ISBN 978-93-297-0037-2.
- Weale, Adrian. . London: Little, Brown. 2010. ISBN 978-1408703045.
- Wegner, Bernd. . Blackwell. 1990. ISBN 0-631-14073-5.

| 政府职务               | 政府职务                       | 政府职务             |
| ---------------------- | ------------------------------ | -------------------- |
| 前任： 尤利烏斯·施雷克 | 親衛隊全國領袖 1926年 – 1927年 | 繼任： 埃爾哈德·海登 |